# Jan Menu
Jan Menu (geboren 13. Juni 1962 in Hulst-Kloosterzande, Niederlande) ist ein niederländischer Jazzmusiker (Bariton-, Tenor-, Alt- und Sopransaxophon), Produzent, Arrangeur und Komponist.

## Leben
Menu stammt aus einem dörflichen Ortsteil von Hulst in Zeeuws Vlaanderen, der Küstengrenzregion zu Belgien. Er absolvierte seine musikalische Ausbildung von 1984 bis 1990 am Conservatorium van Amsterdam. Anfangs spielte er wechselnd Alt- und Tenorsaxophon. Mit der Zeit wurde das Baritonsaxophon sein Hauptinstrument. Zusammen mit dem Gitarristen Maarten van der Grinten und Kontrabassist Jan Voogd gründete er 1987 das „Kammerjazz“-Trio Dig d’Diz. Mit dieser Combo gewann er 1989 den Loosdrecht Jazzconcours. Die beiden ersten Alben (1992 und 1997) bekamen gute Kritiken. Dig d’Diz spielte etwa im Bimhuis, beim North Sea Jazz Festival sowie im Museé d’Art Moderne in Paris. Im Amsterdamer Robeco Jazz Café entstand der Live-Mitschnitt des 2009 erschienenen dritten Albums Dig d’DiZ One Too.
Als Mitglied der Begleitband von Greetje Kauffeld tourte er in Europa und den Vereinigten Staaten und leistete seinen Beitrag zu drei Alben. Über 18 Jahre gehörte Menu zur Band von Laura Fygi und wirkte dabei an drei Alben mit. Bei der Live-Aufnahme im Londoner Jazzclub Ronny Scott’s spielte die Band eine Woche lang jeden Abend. Menu war auch Sideman der Mingus Big Band Europatournee 1994.
Seit 1994 führt er unter dem Namen Jan Menu Productions nebenher eine eigene Konzertagentur und Jazzmusikproduktion, die vornehmlich eigenen Projekten und Partizipationen gilt. Im Jahre 1996 wurde der Saxophonist Mitglied der New Concert Big Band unter der Leitung von Henk Meutgeert. Deren Management liegt seit 1997 jahrelang in seinen Händen, auch die Aushandlung der engen Verbindung der Big Band mit dem Amsterdamer Concertgebouw, die 1999 zur entsprechenden Namensänderung führte. Elf Jahre lang war Menu Mitglied des Jazz Orchestra of the Concertgebouw, woraus ebenfalls drei Alben entstanden. 2009 gründete Menu sein eigenes Independent-Label Dig Diz Music.
Sein erstes Album unter eigenem Namen namens Mulligan Moods (2008) war den Kompositionen des Baritonsaxophonisten Gerry Mulligan gewidmet. Es erschien in den Niederlanden und in Japan. Das zweite Album Dutch Songbook (2010), das gemeinsam mit dem Pianisten Jasper Soffers entstand, zielte auf die Erkundung, ob es auch im niederländischen Liedrepertoire Songs gebe, die zu künftigen Jazzstandards nach dem Vorbild des Great American Songbook taugten.
Mit Fay Claassens Projekt Remembering Chet Baker ging Menu 2013 auf Theatertournee durch die Niederlande. Bereits 2005 hatte er an deren Doppel-Album Two Portraits of Chet Baker (2006) mitgewirkt. Er arbeitete des Weiteren mit Jesse van Ruller, Nico Bunink, Willem  Breuker, Loek Dikker und Gary Smulyan. Bei Herman Brood (1999), Jeroen Zijlstra (2011) und Gerrie van der Klei (2012) wirkte er zudem als Sideman an Alben mit.
Seit 2012 spielt Menu zusammen mit Ties Mellema, Niels Bijl und Nils van Haften als The Four Baritones, einem damals schon 10 Jahre bestehenden Ensemble aus vier Baritonsaxophonisten. Im Oktober 2012 organisierten sie im zu Amsterdam gehörenden Dorf Durgerdam die erste Ausgabe des Baritone Saxophone Festivals. In den Jahren 2013 und 2014 war Menu Gastgeber der Konzertreihe Jazzin im Restaurant Stedelijk in Amsterdam. Ab 2014 tritt er mit dem Programm Gerry Mulligan Revisited im Duo mit dem Pianisten Cor Bakker auf. Ab April 2015 ging Pierre Courbois anlässlich seines 75. Geburtstags auf Tournee mit dem PC Qwintett, zu dem auch Jan Menu gehört. Mit ihm hatte er zuvor 2000 an dessen Album Unsquare Roots mitgewirkt.

## Diskografische Anmerkungen
unter eigenem Namen
- 2008: Mulligan Moods, mit Jesse van Ruller, Clemens van der Feen, Joost van Schaik
- 2010: Jan Menu & Jasper Soffers Dutch Songbook (mit Clemens van der Feen, Hans van Oosterhout)

mit Greetje Kauffeld
- 1989: Greetje Kauffeld Meets Alan & Marilyn Bergman. On My Way To You (Munich Records BV)
- 1992: European Windows (Riff)
- 1994: The Real Thing (Riff)

mit Dig d'Diz
- 1992: One
- 1997: Dig d’DiZ meets the Mondriaan String Quartet
- 2009: Dig d’DiZ One Too (mit Live-DVD)

mit Laura Fygi
- 2003: At Ronnie Scott's (Verve)
- 2003: Live at North Sea Jazz (DVD, Universal Classics & Jazz)
- 2007: Rendez-Vous (Verve)

mit Jazz Orchestra of the Concertgebouw
- 2003: 30 jaar Sesjun (with the Four Freshmen)
- 2005: Tribute to Ray Charles
- 2007: Riffs 'n Rhythms

mit Rembrandt Frerichs
- 2007: Self Portrait (Plastik People)
- 2009: Ordem e Progresso (Plastik People)

## Belege
1. 1 2 3 4  Biografisches zu Jan Menu, jazzhelden.nl, abgerufen am 21. Juli 2019 (niederländisch)
2. 1 2 3  Jan Menu Kurzbiografie und Diskografie, abgerufen am 21. Juli 2019

| Personendaten    | Personendaten                                                         |
| ---------------- | --------------------------------------------------------------------- |
| NAME             | Menu, Jan                                                             |
| KURZBESCHREIBUNG | niederländischer Jazz-Saxophonist, Produzent, Arrangeur und Komponist |
| GEBURTSDATUM     | 13. Juni 1962                                                         |
| GEBURTSORT       | Hulst-Kloosterzande, Niederlande                                      |